# Rhionaeschna confusa
Rhionaeschna confusa är en trollsländeart som först beskrevs av Jules Pièrre Rambur 1842.  Rhionaeschna confusa ingår i släktet Rhionaeschna och familjen mosaiktrollsländor. Inga underarter finns listade i Catalogue of Life.